# Oratio principis
Императорский доклад в Сенате (Древний Рим) (лат. Oratio principis) — это устный или письменный проект сенатского постановления, изложенный в сенате принцепсом или его представителем (quaestor Augusti). Данная норма права возникла вместе с появлением Римской империи и стала по сути формой senatus consultum. Термин древнеримского государственного права.

## Возникновение и развитие нормы
Senatus consultum изначально представлял собой совет сената, в ответ на какой-то запрос должностного лица (в данном случае принцепса) создавая таким образом новую норму права. При этом они не имели обязательности закона вплоть до времен Октавиана Августа. В эпоху принципата сенатус-консультами стали обозначаться речи императора, с которыми он выступал на каком-либо торжественном заседании в сенате и посредством которых вносил свои предложения, либо это делал его представитель (quaestor Augusti). В эпоху империи роль этого типа законов только возросла. Усиление единоличной власти императора проявилось в этом отношении в том, что предварительные речи принцепсов в сенате (oratio principis) приобрели силу закона. В эпоху принципата сенатус-консульты приобретают наибольшую силу.
С I по III в. н. э. сенатус-консульты были основной формой законодательных актов. Их практической разработкой занимались преторы, однако ими давались лишь общие предположения. У сената не было законодательной инициативы. В имперскую эпоху наложить вето против сенатус-консультов, состоявшихся по докладу императора, стало невозможным. Редакция сенатус-консульта производилась так же, как и во времена республики, но при этом упоминалось ещё о числе присутствовавших сенаторов.
Хранение сенатус-консультов поручалось сенатору квесторского ранга, назначавшемуся императором на неопределенное время и называвшемуся ab actia senatus. Со времен Адриана согласие сената стало чистой формальностью, без обсуждения вопроса со стороны сената, как это имело место ранее. Со временем эту форму стали называть не senatus consultum, а непосредственно oratio princeps, и она стала рассматриваться исключительно как один из источников имперского права. Oratio principis обозначаются по имени императора, делавшего доклад.

## Наиболее известные сохранившиеся oratio principis
- Oratio Claudii

1. Устанавливает 25 полных лет как минимальный возраст для recuperatores (первонач. должность коллегиального судьи). 2. Запрещает истцу отказываться от иска без серьезного основания. 3. Открывает выдающимся лицам из Нарбонской Галлии доступ к римским магистратурам.
- Oratio Hadriani

1. Запрещает апеллировать к императору против постановления сената. 2. Предписывает обобщить все провинциальные эдикты в единый текст.
- Oratio Severi

Запрещает опекуну закладывать или отчуждать сельские или пригородные участки подопечного.